# Levada

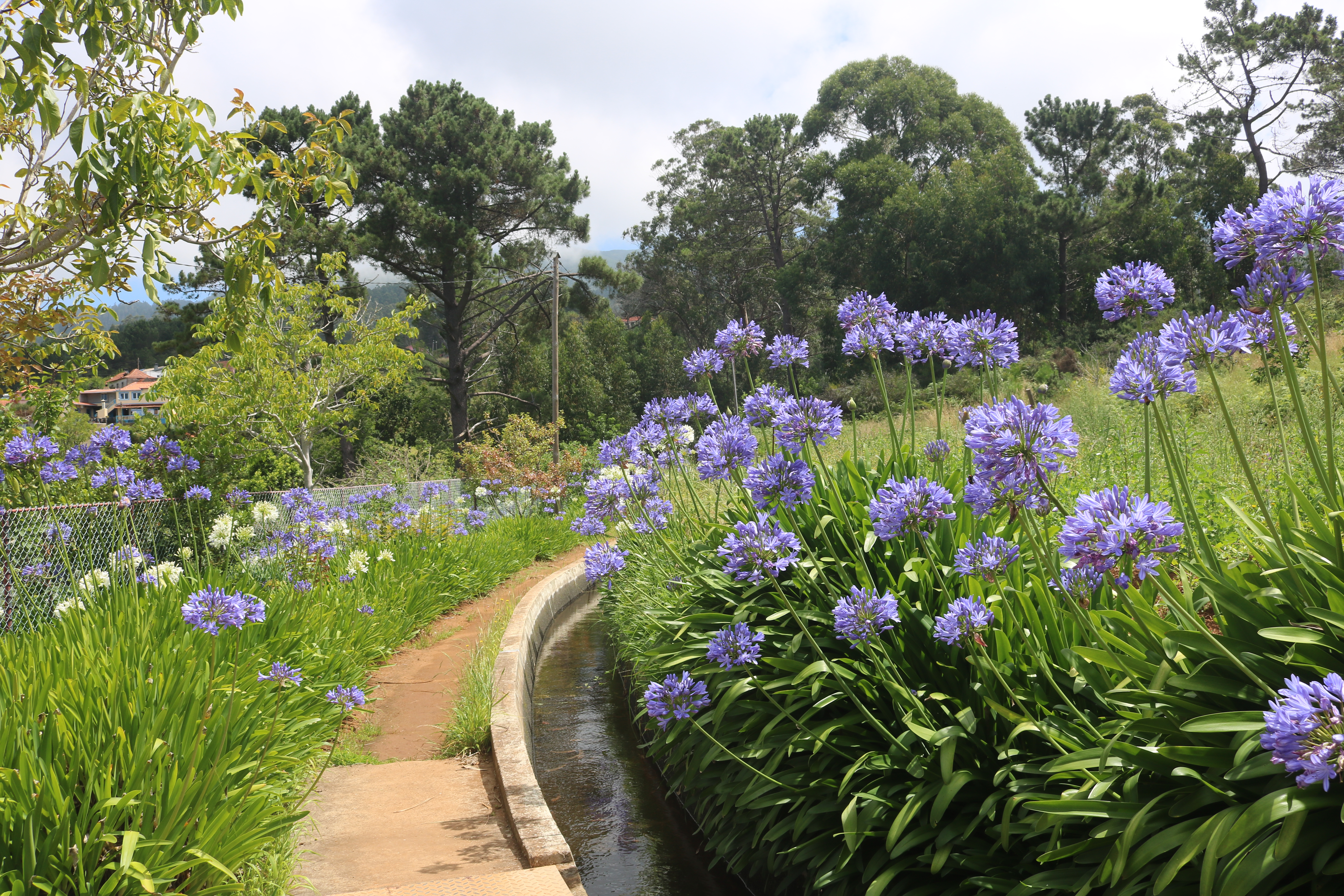
Schmucklilienblüte an der Levada Nova (bei Prazeres)

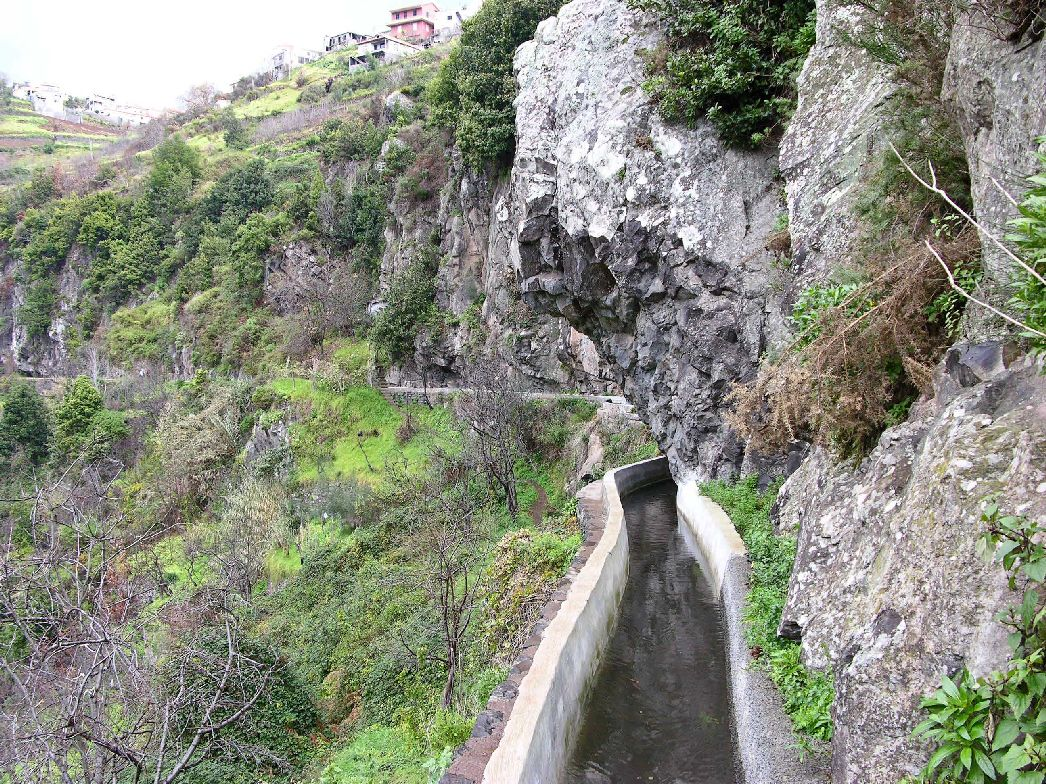
Levada im Fels

Levadas heißen die künstlichen Wasserläufe, die in Portugal, auf Madeira (Portugal) und auf den Kapverdischen Inseln erbaut wurden, um Wasser aus den niederschlagsreicheren Gebieten zu den landwirtschaftlichen Anbauflächen zu leiten. Auf Madeira wird dazu Wasser aus dem Norden und dem Zentrum der Insel in den Süden geleitet.
Meist haben Levadas nur ein geringes Gefälle. Sie umfahren Täler und Berge, verlaufen durch Tunnel und kreuzen natürliche Wasserläufe auf Aquädukten.
Wasser der Levadas dient auch der Stromerzeugung. Die sie begleitenden Wege werden touristisch als Wanderwege genutzt.
Bewässerungskanäle dieser Art sind seit dem Beginn der Landwirtschaft weltweit verbreitet. Man findet sie in lokalen Ausprägungen als Suone, Bissen, Wasserfuhren oder Wasserleiten im Schweizer Kanton Wallis, Waalen im Etschtal, Fluder im Österreichischen, Wuhr im Südschwarzwald, Fléizen in den luxemburgischen Ardennen, Levada auf den Kanarischen Inseln, Ru im Aostatal, Bief oder Bisse in den französischen Seealpen oder Faladsch in Oman. Acequia (Spanische Aussprache: [aˈθekja]) ist die Bezeichnung für einen Wasserkanal in Spanien und den ehemaligen spanischen Kolonien.

## Geographische Voraussetzung für den Bau der Levadas

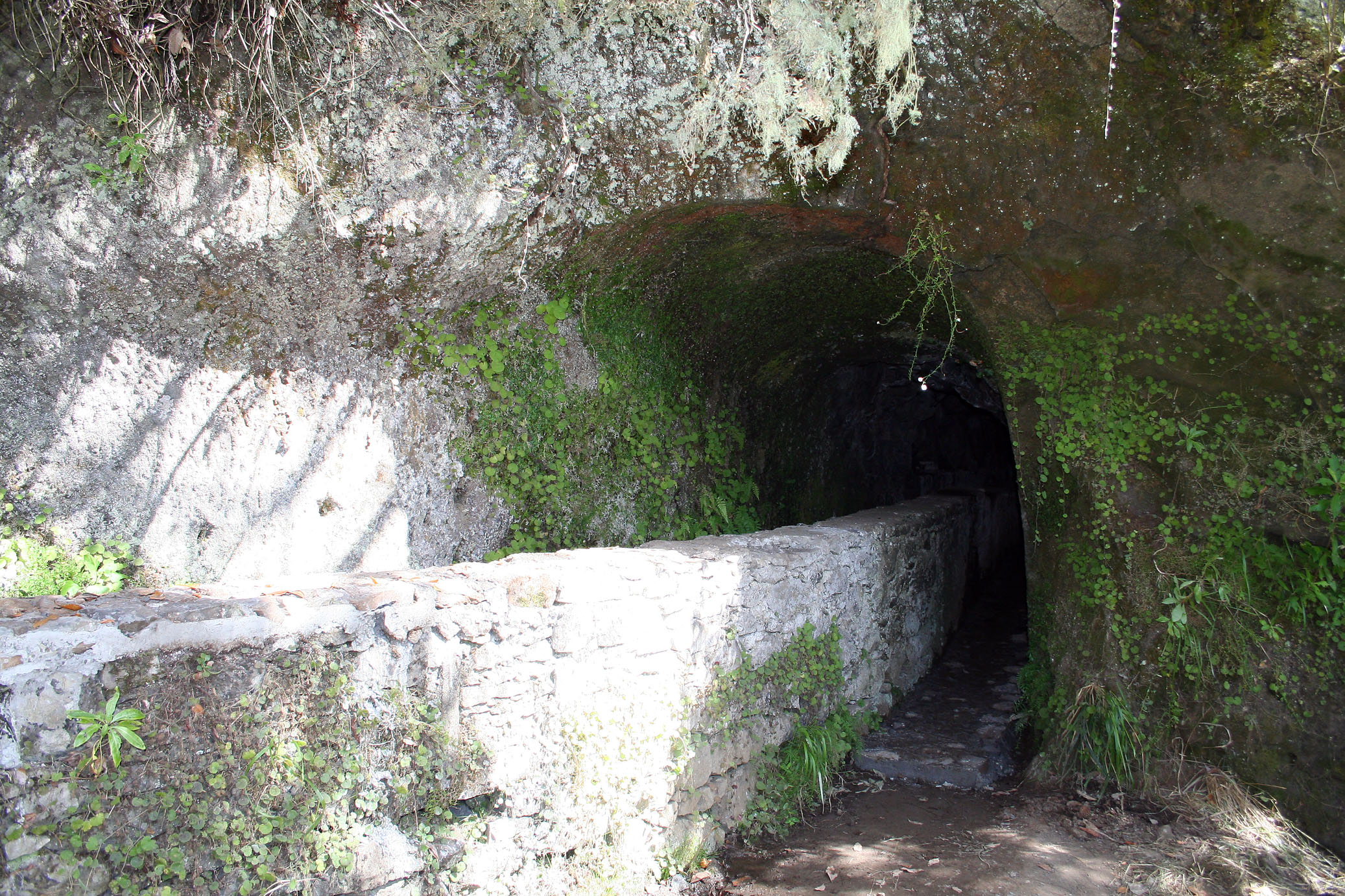
Für die Levada wurde ein Tunnel aufgefahren

Die Insel Madeira wird durch eine Gebirgskette, die sich von Ost nach West erstreckt, in eine Süd- und eine Nordhälfte unterteilt. Für den Ostteil des Gebirges ist charakteristisch, dass das Gebirgsmassiv sehr viel schroffer nach Norden als nach Süden abfällt und eine natürliche Barriere gegen die Nord- und Nordostwinde bildet. Dieser Gebirgsbereich verzeichnet daher erhöhte Regenfälle – bis zu 2000 mm jährlich, ohne ausgeprägte Trockenzeit – während der Süden der Insel sechs Monate lang trocken sein kann (semi-arid). Verminderte Sonnenscheindauer und niedrigere Temperaturen setzen zudem die Verdunstung auf der Nordseite der Insel herab. Diese Faktoren bewirken einen großen Wasserreichtum im Norden. Aufgrund des extrem steilen Geländes kann dieser Reichtum dort landwirtschaftlich nicht genutzt werden. Auf der trockenen Südseite mit ihren sanfter abfallenden Hängen hingegen gibt es sehr viel mehr Anbaugebiete.
Madeiras geologischer Aufbau weist schräggelagerte Schichtungen von Lava, Schlacke, Tuff und Aschen auf, die nach Norden hin abfallen. Die Schichten sind voneinander durch nicht poröse Basaltriffe und Konglomeratsmassen getrennt. Versickernder Regen, selbst der an den Südhängen, fließt meist nach Norden ab.
Er tritt meist in Quellen auf einer Höhe von 1500 bis 1600 m Höhe hervor.
Das Problem, wie man die reichlichen Wasservorräte (man vermutet 200 Millionen m³ gespeichertes Wasser in den porösen Schichten) des Nordens zum Süden bringen kann, wurde durch den Bau der Levadas gelöst. Heute wird praktisch jedes Feld der Insel in der regenarmen Zeit, von April bis Oktober, durch Levadas bewässert. Zusätzlich wurden Wasserstollen für Wasserkraftwerke gebaut.

## Die Geschichte der Levadas

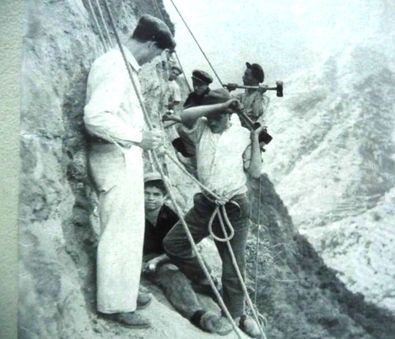
Levada-Bau

Bereits im 15. Jahrhundert wurden auf Madeira die ersten Bewässerungskanäle angelegt. 1461, nur 40 Jahre nach der Besiedlung der Insel, bestimmte Prinz Ferdinando, dass zwei Männer – die Hereus – mit der Verteilung des Wassers beauftragt werden sollen. 1485 verfügte König Johann II., wann die Levada-Beauftragten den Benutzern das wichtige Nass zuteilen sollten. 1493 erließ er ein Gesetz, wonach kein Landeigentümer den Bau, die Instandsetzung oder die Nutzung von Levadas behindern durfte.
Ab 1650 wurden für den rasch steigenden Verbrauch, vor allem für den Zuckerrohranbau und die Wassermühlen, immer größere und breitere Kanäle angelegt. Arabische und afrikanische Sklaven mussten die oft halsbrecherischen Arbeiten in schwindelerregender Höhe verrichten. Das Geschick der Mauren, die über große Erfahrungen in der Bewässerungstechnik verfügten, dürfte viel zum Bau der Kanäle beigetragen haben.
Als Folge des stagnierenden Zuckerhandels wird nach 1680 kaum noch von einem weiteren Ausbau der Levadas berichtet.

## Das Levada-System heute

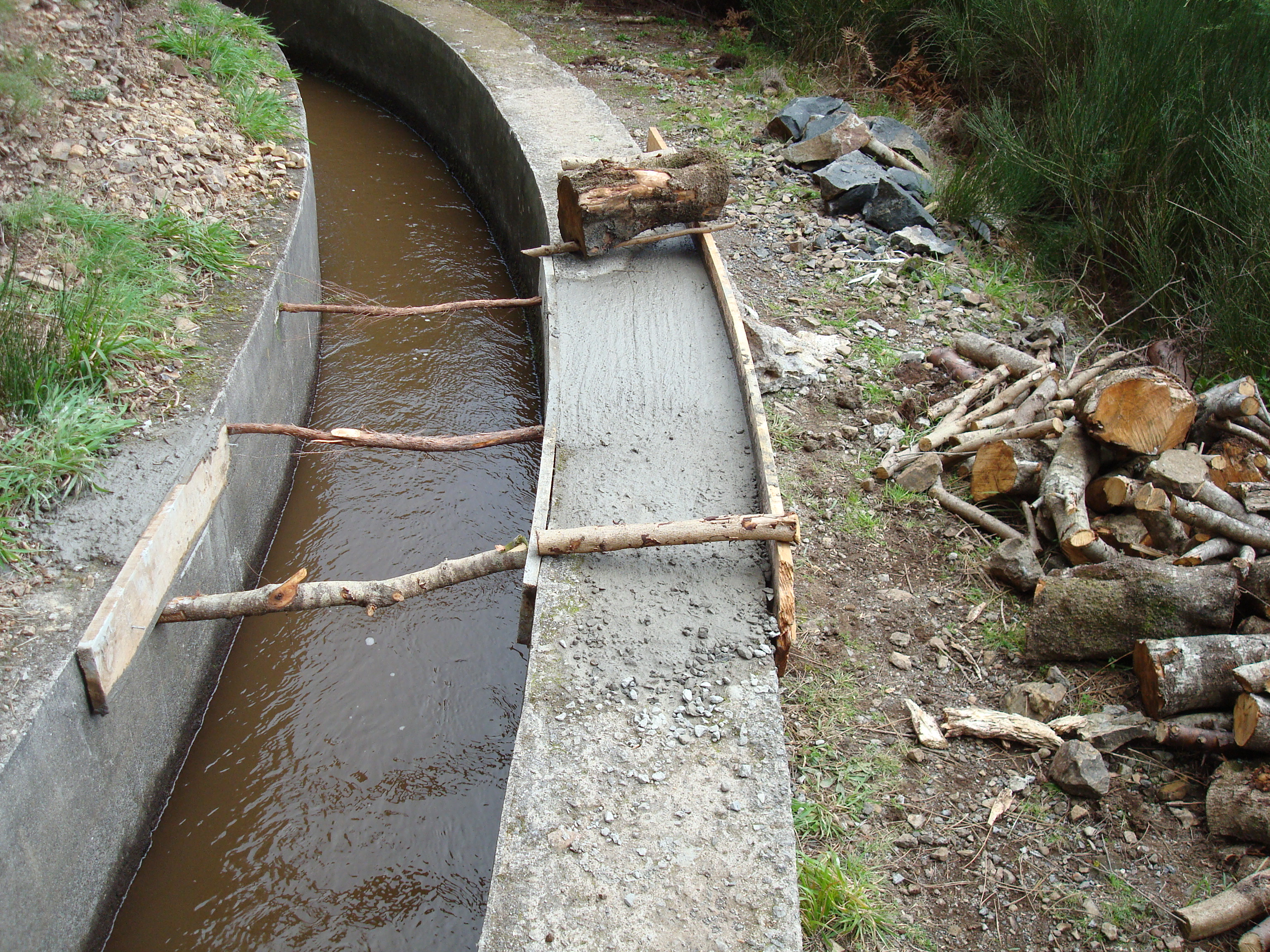
Reparaturarbeiten an einer Levada

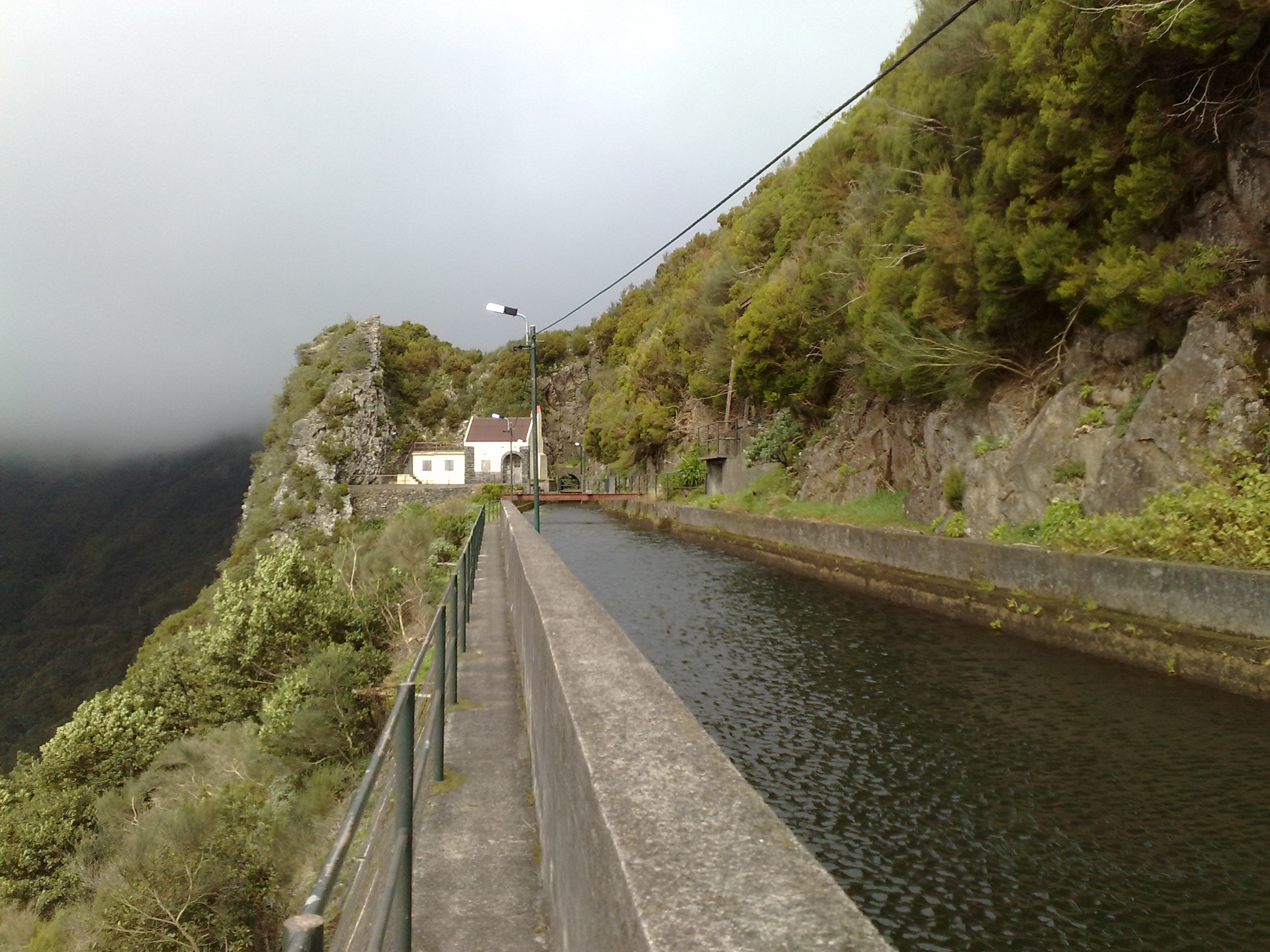
Speicherbecken am Ende der Levada oberhalb des Wasserkraftwerks

Fragt man nach dem Umfang des Bewässerungssystems, so kann man Zahlen von 800 bis 5000 km hören, je nachdem, ob die kleinen Verzweigungen der großen Kanäle, die jedes Feld erreichen, mitgezählt werden oder nicht. Die jüngste und modernste Levada Madeiras ist die erst 1966 in Betrieb genommene Levada dos Tornos. Sie hat eine Länge von 106 km und bewässert 9900 ha Land. Auf 16 km Länge führt sie durch Tunnel, von denen der längste 5,1 km misst. Ein Elektrizitätswerk ist in diese Levada eingebunden. Insgesamt werden drei Elektrizitätswerke mit dem Wasser von Levadas betrieben, bevor das Wasser dem eigentlichen Zweck der Bewässerung zugeführt wird. Da das Wasser immer gleichmäßig fließen muss, müssen die Levadas ständig gewartet werden. Deshalb sind alle Levadas begehbar, entweder auf einer Levadamauer oder einem Weg neben dem Kanal, dem Passeio da levada. In den Höhenlagen bis 700 m dienen diese Wege den Bewohnern als Fußpfade zu ihren Häusern. In Waschhäusern wird das Wasser für die Tröge abgeleitet, Kinder baden in der Levada und gelegentlich dient die Levada als Transportweg, etwa für Holz.

## Tourismus
Die Wartungswege entlang der Levadas bilden ein fast 1.000 km langes Netz von Wanderwegen. Die Reiseführer auf Madeira organisieren kurze Wanderungen von ein bis zwei Stunden entlang der am besten zugänglichen Levadas. Aufgrund des stark angestiegenen Wandertourismus auf Madeira wurden in den letzten zwei Jahrzehnten viele Levadawege beschildert und mit Holz- oder Seilzäunen gesichert. Der überwiegende Teil der Wanderer ist heute auf eigene Faust unterwegs.

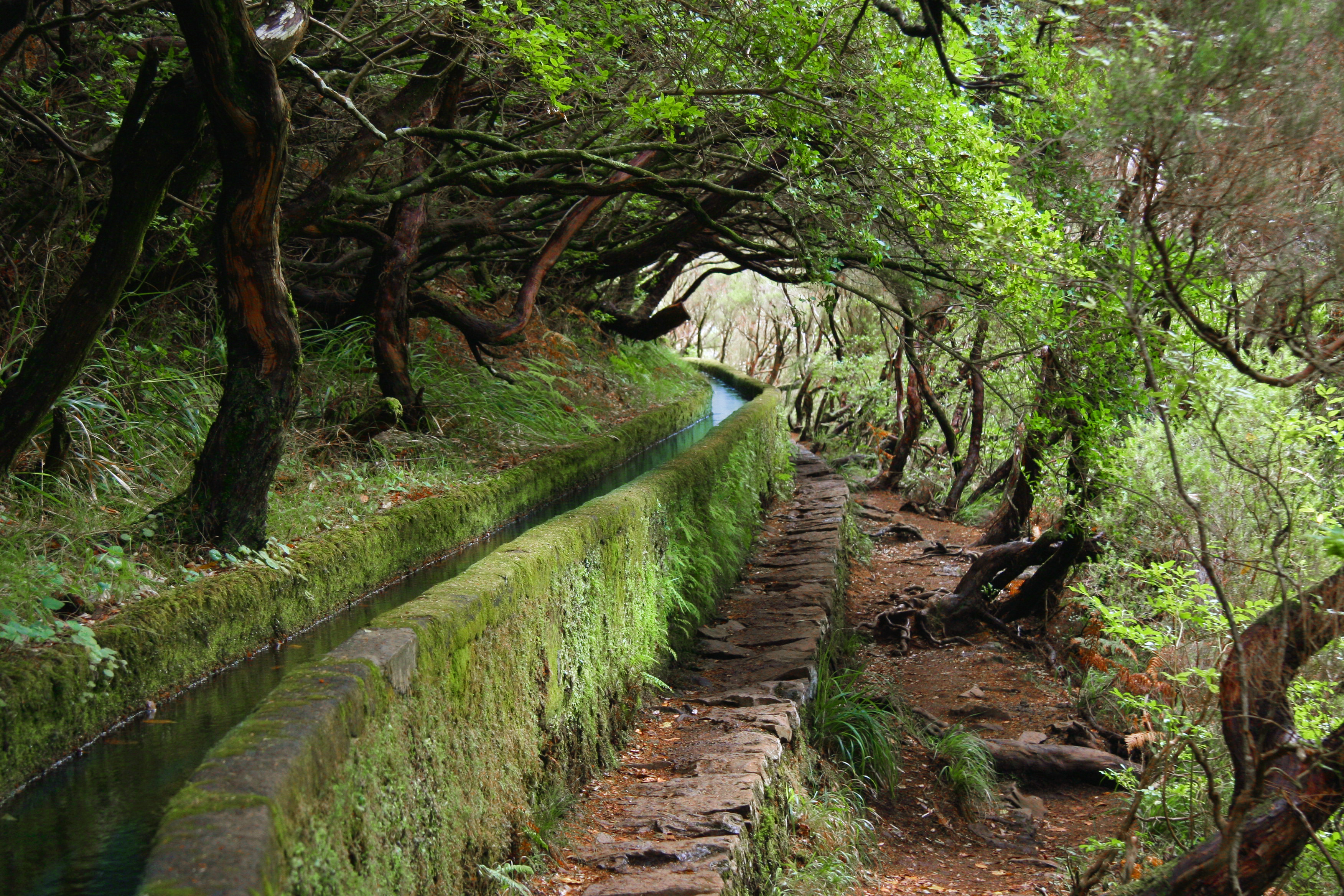
Typische Levada bei Rabaçal

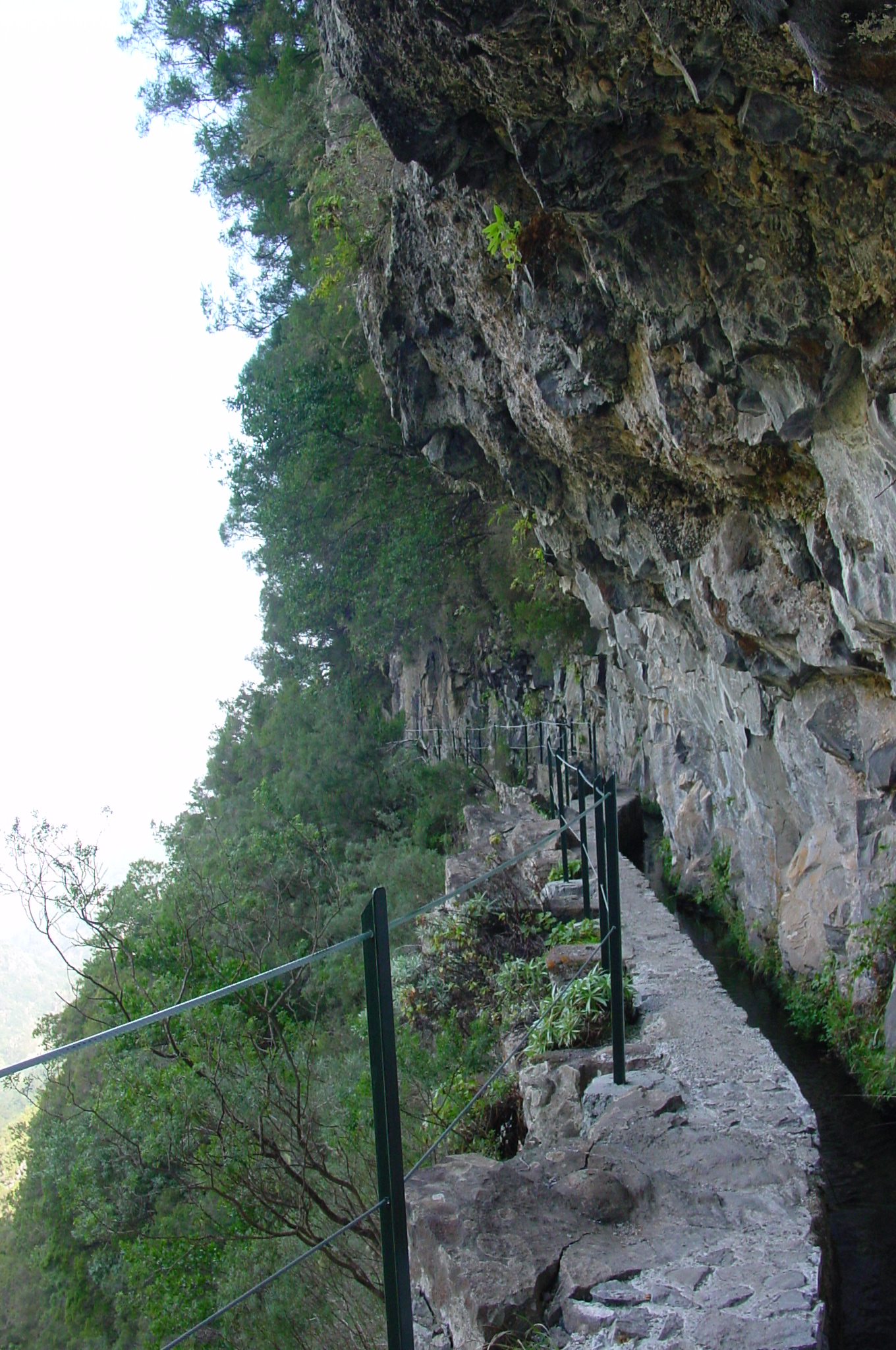
Levada Caldeirao Verde (Madeira)

Einige Levadas, die mitunter weit abseits touristisch geprägter Orte  liegen, sind weniger gut ausgebaut, sie verlaufen entlang von schwindelerregenden Klippen und können ohne Führer absturzgefährdet sein.
Die offiziellen Wanderwege in Portugal, dazu gehören auch Levadawege, unterteilen sich in drei Kategorien:
- GR (Grande Rota, große Tour): Weitwanderwege; Strecken ab 30 km Länge oder länger als einen Tagesmarsch; sie sind die bekanntesten und bedeutendsten Wanderwege
- PR (Pequena Rota, kleine Tour): weniger als 30 km oder ein Tagesmarsch lang; darunter fallen alle Levadawege
- PL (Pedestres Locais, lokale Fußwege): eine 2006 geschaffene Kategorie für Rundwege in und um Ortschaften

Einige bekannte Levadas auf Madeira, die als Wanderrouten ausgeschildert sind, sind:
- PR4: Levada do Barreiro, Poço da Neve - Casa do Barreiro (Bezirk Funchal)
- PR6: Levada das 25 Fontes, Rabaçal - 25 Fontes, 4,6 km (Bezirk Calheta)
- PR6.1: Levada do Risco, Rabaçal - Risco (Bezirk Calheta)
- PR6.2: Levada do Alecrim, Rabaçal - Ribeira do Lajeado, 3,5 km
- PR7: Levada do Moinho, Ribeira da Cruz - Lamaceiros, 10,3 km (Bezirk Porto Moniz)
- PR9: Levada do Caldeirão Verde, Queimadas - Caldeirão Verde - Caldeirão do Inferno, 6,5 km (Bezirk Santana)
- PR10: Levada do Furado, Ribeiro Frio - Portela, 11 km (Bezirk Santana)
- PR14: Levada dos Cedros, Fanal - Curral Falso, 5,8 km (Bezirk Porto Moniz)
- PR16: Levada Fajã do Rodrigues, Fajã da Amã - Ribeira da Janela, 3,9 km (Bezirk São Vicente)
- PR18: Levada do Rei, Quebradas - Ribeiro Bonito, 5,1 km (Bezirk Santana)
- PR23: Levada da Azenha, Azenha - Caminho Velho do Castelo (Bezirk Santa Cruz)

Eine beliebte Levada zum Wandern ist die Levada do Caldeirão Verde, die als Levada Caldeirão do Inferno weitergeht. Insgesamt ist sie etwa 37 km lang. Auf beiden Strecken gibt es lange Abschnitte, die bei Wanderern Schwindelgefühle auslösen können, und mehrere Tunnel, für die Taschenlampen und Helme unerlässlich sind.
Die Levada do Caniçal ist dagegen sehr leicht begehbar. Diese Levada führt auf einer Länge von 11,4 km von Maroços zum Caniçal-Tunnel. Sie ist als Mimosen-Levada bekannt, weil entlang der gesamten Strecke Akazien (im Volksmund Mimosen genannt) wachsen. Der Wasserlauf beginnt in Maroços im Osten Madeiras und führt zum Caniçal-Tunnel am Fuß des 323 m hoch gelegenen Gipfel Pico do Facho.